# Limnophora saltuosa
Limnophora saltuosa är en tvåvingeart som beskrevs av Shinonaga 2005. Limnophora saltuosa ingår i släktet Limnophora och familjen husflugor. Inga underarter finns listade i Catalogue of Life.